# Бријај
Бријај (фр. Bruailles) насеље је и општина у источном делу централне Француске у региону Бургундија-Франш-Конте, у департману Саона и Лоара која припада префектури Луан.
По подацима из 2011. године у општини је живело 940 становника, а густина насељености је износила 42,04 становника/km². Општина се простире на површини од 22,36 km². Налази се на средњој надморској висини од 206 метара (максималној 210 m, а минималној 177 m).

## Демографија
| 1962. | 1968. | 1975. | 1982. | 1990. | 1999. | 2011. |
| ----- | ----- | ----- | ----- | ----- | ----- | ----- |
| 782   | 822   | 793   | 851   | 800   | 842   | 940   |

График промене броја становника у току последњих година